# Cylindrocapsaceae
Cylindrocapsaceae, porodica zelenih algi u redu Sphaeropleales. Postoje tri roda s deset prznatih vrsta

## Rodovi
- Cylindrocapsa Reinsch
- Cylindrocapsopsis Iyengar
- Fusola Snow